# بولارويد (مرشح استقطابي)
بولارويد (علامة تجارية لشركة بولارويد) هو اسم لنوع من صفائح البلاستيك الصناعية تستعمل لاستقطاب الضوء. المادة الأصلية، التي سجلت براءة اختراعها في 1929، طورت في 1932 بواسطة إدوين لاند.
و هي عبارة عن عدسات مصنوعة من غشاء شفاف به بلورات إبرية الشكل من مادة «يودوكبريتات الكينين» و التي ترتب في اتجاه واحد

## مبدأ العمل
تتمتع البلورات بخاصية السماح للمجال الكهربي بالمرور عبرها في الأتجاه المتعامد فقط مع طول البلورات فقط أي أنها تقوم بعملية الاستقطاب للضوء وحيث أن الضوء يتكون من مجال كهربيو مجال مغناطيسيس متعامد عليه فأن الضوء الغير مستقطب سوف يصبح مستقطبا استوائيا بعد مروره عبر تلك المادة

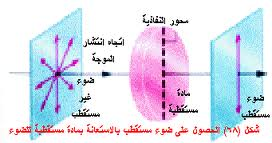

## وظيفتها
تستخدم في النظارات الشمسية حيث أنها تزيد من تباين الصورة لإنها تصمم بحيث تكون محاور النفاذ بالأغشية رأسية عندما تلبس النظارة فتقلل من الوهج مما يساعد في تقليل انعكاس الأسطح العاكسة والماء .